# كارين ماما أندرسون
ماما أندرسون (من مواليد 1962) هي فنانة معاصرة مقرها في ستوكهولم. هي واحدة من أشهر فناني السويد في العالم. وهي متزوجة من الفنان السويدي المعاصر جوكوم نوردستروم.

## السيرة الذاتية
يقع مكان ولادة ماما أندرسون وبيت طفولتها لوليو في شمال السويد بالقرب من الدائرة القطبية. وُلدت كارين أنديرسون، ووضعت ورسمت منذ سن مبكرة دون أن يهتم أي فرد من أفراد العائلة بالفن. درست في المعهد الملكي للفنون في ستوكهولم واكتسبت لقبها «الأم» في ذلك الوقت لتمييز نفسها عن طالب آخر يحمل نفس الاسم. كانت أمًا خلال فترة دراستها في مدرسة الفنون ولديها ولدان مع الفنان جوكوم نوردستارم. بدأت رسم المناظر الطبيعية لأن ذلك كان ما رأته يوميا لأنها دفعت أطفالها حولها في عربة الأطفال. عملت كحارس في المتحف الحديث في ستوكهولم وتأثرت بعمل ديك بنغتسون. لتعلم الرسم وجدت أنها اضطرت إلى الانخراط بنفسها في أعمال أخرى، واستشهد جون إريك فرانزين، إينو هالليك و «أعظم معلمها» ديك بنغتسون. (من متحف الفن الحديث في عام 2007. ماما أندرسون، ستايدل)

## العمل
صورت لوحات ماما أندرسون صورة داخلية داخلية ومناظر طبيعية خصبة ومشاهد من النوع الذي يرحب فقط بما يكفي للسماح بتأثير هواءها الآخر. وشكلت بتربيتها وسط الغابات وكتب الفن، عملها مشبع بخدعة السرد الخادعة والإشارات المتكررة إلى المسرح والظروف اليومية وكذلك لأعمال فنانين آخرين. تشمل أعمال أندرسون، المألوفة والغامضة، صور لوحات معترف بها لفنانين آخرين كماليات مميزة. في «ستيرواي تو ذا ستارز»، فإن ترتيب اللوحات الذي يشبه السلم الذي يطفو على السطح قبل الجبال الداكنة والسماء السوداء يشمل أعمال مانيت وهوبر ومونيه وغوغان وبيتر دوج. يقارن أندرسون الدهانات ذات الطبقات السميكة والمناطق المغسولة بشكلٍ فضفاض، ويصور في كثير من الأحيان بآفاق منحرفة، ومساحات غير قابلة للتوفيق، وظروف مستحيلة تتعايش.

## المعارض
استضاف المتحف الحديث في ستوكهولم معرضًا فرديًا كبيرًا لأعمال الفنان في عام 2007، برعاية آن-صوفي نورنغ. سافر المعرض إلى هلسنجن تايدهالي، وهلسنغفورس، ومركز الفنون في كامدن، لندن. يتضمن كتالوج المعرض مقالات كتبها آن صوفي نورنج، كيم ليفين، وميتوري ماتسوي، وقصائد توماس تيدهولم، ومحادثة بين كارين ماما أندرسون والمؤلفة والكاتب المسرحي لارس نورين. تم عرض مطبوعات الفنان في كراون بوينت برس في سان فرانسيسكو، أبريل- مايو 2009. في عام 2010، عرضت اندرسون في متحف آسبن للفنون، كولورادو. كان عملها موضوع معرض منفرد في متحف هاوس إسترز في كريفيلد، ألمانيا في عام 2011. وهي ممثلة أيضًا بجاليري ديفيد زويرنر في مدينة نيويورك، حيث أقامت ثلاثة معارض فردية. غرفة تحت تأثير (2006)، من الذي ينام على سادتي (2010)، وخلف الستار في عام 2015.

## الأعمال
يتم تضمين عمل ماما أندرسون في المجموعات التالية: 
- مؤسسة داهلين بونير، ستوكهولم
- مؤسسة الفنون العريضة، سانتا مونيكا، كاليفورنيا
- مدينة ستوكهولم
- متحف دالاس للفنون
- دار الشعب وباركر، ستوكهولم
- متحف جوتنبرج للفنون، غوتنبرغ، السويد
- متحف هامر، لوس أنجلوس
- ثقافة في مقاطعة، أوبسالا، السويد
- بلدية لوليو، لوليا، السويد
- مجلة 3 ستوكهولم كونستال
- متحف مالمو للفنون، السويد
- المتحف الحديث، ستوكهولم
- متحف الفن المعاصر، لوس أنجلوس
- متحف الفن الحديث، نيويورك
- المجلس الوطني العام للفنون، استكهولم
- متحف فاستيراس للفنون، فيستيروس، السويد

## المقالات
- Mamma Andersson At David Zwirner by Ken Johnson New York Times, June 2, 2006
- Selected press on the artist by year David Zwirner
- http://www.davidzwirner.com/exhibition/mamma-andersson/?view=press-release&gt David Zwirner
- http://bombmagazine.org/article/2905/mamma-andersson&gt

## وصلات خارجية
- Mamma Andersson at Galleri Magnus Karlsson, Stockholm
- Mamma Andersson at Stephen Friedman Gallery, London
- Mamma Andersson - David Zwirner
- Mamma Andersson solo exhibition 2007 Moderna Museet, Stockholm
- Mamma Andersson solo exhibition 2007 Camden Arts Center, London
- Mamma Andersson: Setting the Scene 2009 Crown Point Press
- Karin Mamma Andersson monograph published by Steidl Steidl